# Canhoba
Canhoba är en kommun i Brasilien.   Den ligger i delstaten Sergipe, i den östra delen av landet, 1 300 km nordost om huvudstaden Brasília. Antalet invånare är 3 947. Arean är 170 kvadratkilometer.
Terrängen i Canhoba är huvudsakligen platt, men norrut är den kuperad.
Omgivningarna runt Canhoba är huvudsakligen savann. Runt Canhoba är det ganska glesbefolkat, med 47 invånare per kvadratkilometer.